# Order Królewski Korony
Order Królewski Korony (niem. Königlicher Kronenorden) – wysoki order Królestwa Prus, piąty w kolejności starszeństwa pruskich odznaczeń obok Orderu Orła Czerwonego.

## Historia i insygnia
Order ustanowiony został 18 października 1861 przez króla Wilhelma I z okazji koronacji tego monarchy w Królewcu (ostatniej koronacji w pruskiej historii).
Posiadał cztery klasy:
- I Klasa (I. Klasse),
- II Klasa (II. Klasse),
- III Klasa (III. Klasse),
- IV Klasa (IV. Klasse).

Nadawany był, podobnie jak Order Orła Czerwonego, z najróżniejszymi dodatkami: mieczami między ramionami, skrzyżowanymi mieczami pod kółkiem zawieszki, z Czerwonym Krzyżem, z krzyżem Joannitów, z cyfrą lat służby itd.
Krzyż orderowy to krzyż grecki z rozszerzonymi ramionami, emaliowany na biało ze złotym brzegiem. W medalionie awersu znajdowała się złota korona królewska, otoczona dewizą orderu Gott mit uns na niebieskim tle. W medalionie rewersu znajdował się inicjał założyciela W otoczony napisem: Den 18 Oktober 1861. Gwiazda I klasy była srebrna i ośmiopromienna z medalionem awersu w środku, przy odznaczeniach z mieczami podkładano je pod medalion środkowy. Gwiazda II klasy posiadała kształt rombu i nosiła w środku medalion awersu. Order był noszony na niebieskiej wstędze, od 1864 dekoracje wojskowe otrzymały tę samą czarno-białą wstęgę, co Krzyż Żelazny.
Po upadku monarchii w 1918 order wygasł.